# 위화도
위화도(威化島)는 압록강(鴨綠江) 하류에 있는 하중도(河中島)로, 면적은 11.2 km2이다. 이 섬은 압록강의 충적토(沖積土)로 되어 있어 비옥하며, 농사에 적합하고, 섬 전체가 낮은 평지로 이루어져 있다. 
용비어천가에는 이름이 울헤셤으로 되어 있다.

## 역사
| Daedongyeojido (Gyujanggak) 07-07.jpg |  |
|                                       |  |

- 위화도는 고구려와 발해의 영역이었다.
- 1388년 : 당시 고려의 장군이었던 이성계가 위화도 회군을 일으켰고, 이 사건을 계기로 정권을 잡고 조선 왕조를 개창하였다.
- 1896년 : 13도제가 실시되면서 평안북도 의주군에 속하였다.
- 일제강점기 : 일본인들은 이 섬을 중지도(中之島)라고 불렀는데, 교육 시설로는 일본인 학교인 '중지도 북(北)국민학교'와 조선인 학교인 '중지도 남(南)국민학교'가 있었다.[1]
- 1945년 : 광복 당시 행정구역상 평안북도 의주군 위화면으로 상단동(上端洞), 하단동(下端洞, 면사무소 소재지)의 2개 동이었다.
- 1961년 : 신의주시에 편입되어, 신의주시 상단리와 하단리가 되었다.

## 위화도 자유무역지구 설치 계획
조선민주주의인민공화국은 2009년부터 중국과의 국경을 접하는 위화도에 자유무역지구 설치를 추진하려고 계획하였으나, 10년 가까이 뚜렷한 성과를 내지 못하고 있다.

## 같이 보기
- 위화도 회군